# Фігуративізм

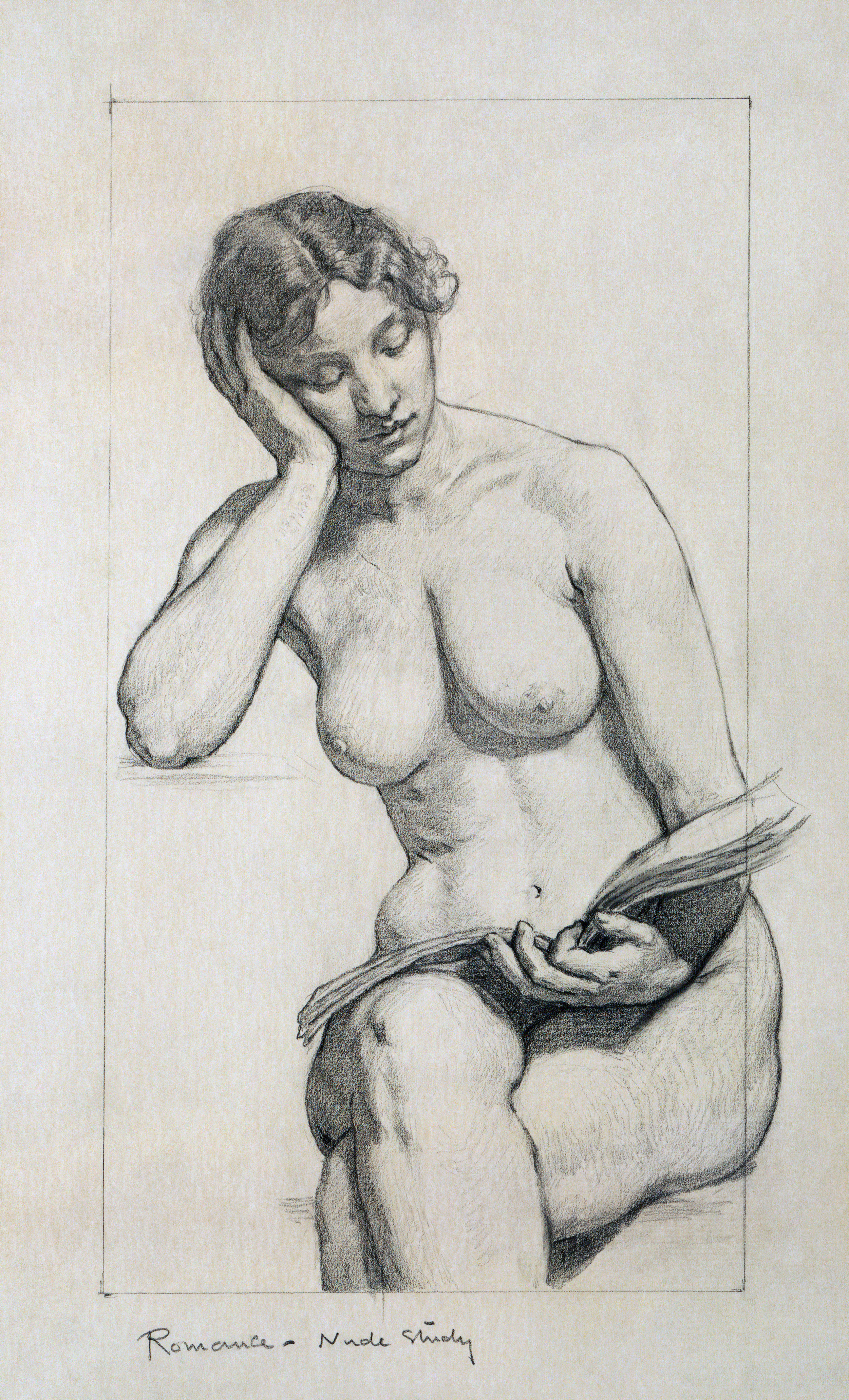
Nude study, 1896, Кеньйон Кокс

Фігуративізм або фігуративне мистецтво — напрям в мистецтві, що описує об'єкти, — особливо картини і скульптури — які зберігають подібність до реальних об'єктів, від яких створені, і, таким чином, за визначенням, репрезентативні.
Термін «фігуративізм» часто вживають, щоб означити мистецтво, яке представляє людське тіло або навіть фігуру тварини, хоча бувають і ви́нятки.